# Красавчик Джонни
«Краса́вчик Джо́нни» (англ. Johnny Handsome) — американская криминальная драма режиссёра Уолтера Хилла с Микки Рурком в главной роли. Экранизация произведения Джона Гоуди Три мира Красавчика Джонни.

## Сюжет
Мелкий преступник Джон Седли по прозвищу «Красавчик Джонни», рождённый с деформированным лицом, попадает в тюрьму после того, как его предали сообщники — Санни и Рейф. Они же убили его единственного друга Мики, который также принимал участие в ограблении ювелирного магазина. В тюрьме Джону предлагают смягчение приговора, если он «сдаст» своих сообщников. Джон не идёт на это. Однако Санни и Рейф мечтают избавиться от Джона, и однажды во время полевых работ его атакуют нанятые ими люди.
В больнице врач-гуманист Стивен Фишер руководит проектом, который пытается изменять поведение осуждённых с помощью пластической хирургии. Джон соглашается участвовать в проекте. Сперва ему исправляют челюсти, после чего учат его нормально разговаривать. Окончательная операция проходит успешно, и Джон получает новое, действительно красивое лицо, а также новые документы, по которым его теперь зовут Джон Митчелл.
По совету доктора Фишера после выписки из клиники Джон находит работу на верфи. Там он знакомится с секретаршей Донной, между ними возникают любовные отношения. Однако Джон непременно хочет отомстить Санни и Рейфу. Он заново «знакомится» с ними и убеждает их провернуть очередное «дело» — совершить вооружённый налет на верфь в день выдачи зарплат. Донна умоляет Джона оставить эту затею, чтобы не ломать новую жизнь, но Джон уже не хочет её слушать и заявляет, что между ними всё кончено.
В итоге Джон и его сообщники грабят верфь. Полицейский детектив Дронс, который был в курсе перемен в жизни Джона, всегда скептически к ним относился и был уверен в том, что внутри Джонни навсегда останется уголовником. Однако, узнав его истинную мотивацию, он позволяет Джону пойти на условленную встречу с сообщниками, которые между тем похищают Донну, узнав, кто на самом деле их новый «знакомый».
Встретившись вечером со своими заклятыми врагами Санни и Рейфом, Джон уже почти готов осуществить свой план, но, увидев Донну, которая находится в руках предателей, он бросает оружие. Затем Рейф начинает резать ножом лицо Джона, неистово желая вновь превратить его в урода. Но в последний момент Джон выхватывает спрятанный в чемодане с деньгами Глок-17 и расстреливает своих врагов, получив в перестрелке смертельное ранение, и в итоге умирает на руках Донны. На место прибывает Дронс и замечает, что Джон, несмотря ни на что, довёл свою работу до конца.

## В ролях
| Актёр              | Роль                                  |
| ------------------ | ------------------------------------- |
| Микки Рурк         | Джон «Красавчик» Седли / Джон Митчелл |
| Эллен Баркин       | Санни                                 |
| Ланс Хенриксен     | Рейф                                  |
| Морган Фримен      | лейтенант Дронс                       |
| Элизабет Макговерн | Донна                                 |
| Форест Уитакер     | доктор Фишер                          |

## Интересные факты
- День рождения Джонни – 16 сентября – можно заметить на мониторе в госпитале; он совпадает с днем рождения самого Микки Рурка[1].
- Красавчик Джонни – первый фильм, в котором появляется на экране пистолет Glock-17.